# ديني بافلوفيتش
ديني بافلوفيتش هو لاعب كرة قدم صربي في مركز الدفاع، ولد في 1 سبتمبر 1993 في بلغراد في صربيا. لعب مع نادي تشوكاريتشكي.

## وصلات خارجية
- ديني بافلوفيتش على موقع الاتحاد الأوربي (الإنجليزية)
- ديني بافلوفيتش على موقع قاعدة بيانات كرة القدم.إي يو (الإنجليزية)
- ديني بافلوفيتش على موقع Soccerway.com (الإنجليزية)